# Двигатель с экранированными полюсами

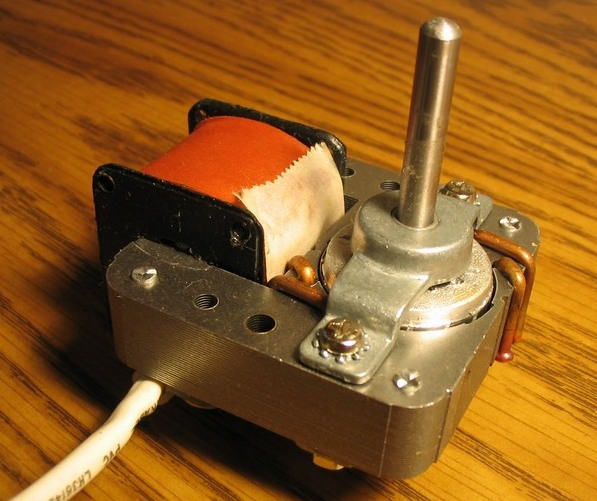
Маломощный асинхронный двигатель с экранированными полюсами, короткозамкнутым ротором и П-образным статором

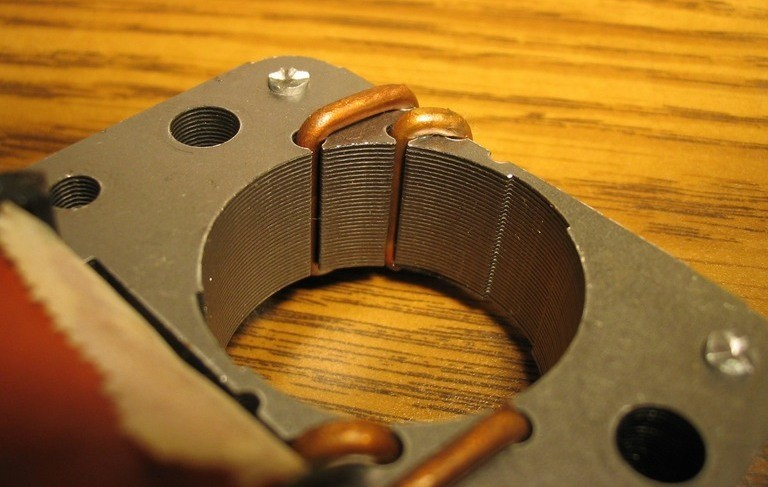
Короткозамкнутые витки на статоре

Однофазный двигатель с экранированными полюсами — однофазная асинхронная или синхронная электрическая машина (в таком случае это реактивно-гистерезисный двигатель, ротор его представляет собой несколько тонких дисков с широкой перемычкой из магнитотвёрдого материала, типичные представители - советские маломощные синхронные двигатели серий ДСД и реверсивные ДСДР для привода программных механизмов в автоматике и электромеханических самописцев), в которой для создания пускового момента используется короткозамкнутая обмотка, называемая экраном. Впервые такие двигатели стали появляться около 1890 года.

## Устройство и принцип работы
В двигателе с экранированными полюсами каждый полюс расщепляют на две или больше частей. Одна часть полюса остаётся неэкранированной, а на остальные надевается короткозамкнутый виток (экран) в виде медного кольца. При подаче на обмотку статора переменного тока магнитный поток через неэкранированный конец полюса нарастает и убывает в соответствии с током через обмотку статора. На экранированном полюсе нарастанию или убыванию магнитного потока препятствует ЭДС, наведённая в экране, но так как электрическое сопротивление экрана конечно, магнитный поток на экранированном конце полюса также нарастает и убывает, но со сдвигом по фазе относительно неэкранированного конца. Благодаря этому создаётся вращающееся магнитное поле.

## Достоинства
- Простота конструкции: отсутствует необходимость в конденсаторе или коммутации пусковой обмотки[4];
- Работа от однофазной сети без каких-либо дополнительных элементов - такому двигателю не нужен конденсатор.

## Недостатки
- Низкий КПД из-за потерь в экране, заметный нагрев даже на холостом ходу;
- Небольшой пусковой момент:  0,5 - 0,6 номинального;
- Как правило, такой двигатель не имеет возможности реверсирования. Реверсивные варианты существуют, но либо требуют отключаемых короткозамкнутых экранов (двигатели реактивно-гистерезисные типа ДСДР имеют на полюсах статора вместо короткозамкнутых витков четыре катушки, по две на каждом полюсе на обеих его половинах, которые замыкаются с помощью с переключателя или реле в зависимости от требуемого направления вращения, выводы этих экранных катушек находятся на клеммной колодке двигателя), либо дополнительного комплекта рабочих обмоток, используемых в зависимости от требуемого направления вращения.

## Область применения
Из-за малого КПД, практической невозможности реверса (или достаточно сложной его реализации) и небольшого пускового момента двигатели с экранированными полюсами применяются в основном для привода маломощных настольных вентиляторов, также вентиляторов в бытовой (СВЧ-печи, холодильники, увлажнители воздуха, духовые шкафы, аэрогрили, а также вытяжные вентиляторы для квартирных вентходов) и промышленной технике, а также в электропроигрывателях для привода массивных дисков, на которые помещаются пластинки. Такие двигатели редко выпускаются на мощность более 100 Вт.
В современной бытовой технике используется ряд типоразмеров, отличающихся габаритом (48х48, 60х60) и толщиной магнитопровода (10, 13, 16, 20, 25, 30, 40 мм). Типичный двигатель 6010 с магнитопроводом 60х60х10 мм имеет потребляемую мощность около 2,7 Вт на холостом ходу и 18 Вт под нагрузкой (при этом мощность на валу гораздо меньше). Двигатели в номинальном рабочем режиме сильно нагреваются, именно поэтому наиболее предпочтительно их применение для привода вентилятора, чтобы двигатель сам себя охлаждал потоком воздуха.
Реактивно-гистерезисные синхронные двигатели (двигатели Уоррена) - устаревший тип маломощных синхронных двигателей, на данный момент вытеснен конденсаторными синхронными двигателями с возбуждением от постоянных магнитов, ранее двигатели Уоррена использовались для привода механических самописцев и различных программных механизмов, в том числе программных токораспределителей в электромеханической автоматике. 